# ВЕС Мідтф’єллет
ВЕС Мідтф'єллет (норв. Midtfjellet vindpark) — норвезька наземна вітроелектростанція, споруджена в окрузі Гордалан у регіоні Вестланн. Розташована на південь від Бергена на острові Сторд.
Введення генераторів у експлуатацію почалося у 2012-му та завершилось наступного року. Усього ВЕС складається з 44 вітрових турбін Nordex двох різних модифікацій, проте однакової одиничної потужності 2,5 МВт. Їхня відмінність полягає у діаметрі ротора — 90 чи 100 метрів. Під встановлення кожного агрегату заливався бетонний фундамент об'ємом 108 м3.
Загальна потужність вітроелектростанції 110 МВт, розрахункове середньорічне виробництво електроенергії — 347 млн кВт·год.
Вироблена електроенергія видається за допомогою ЛЕП довжиною 10 км, що працює на напрузі 300 кВ.